# Liste von Bieler Uhrenfirmen
Die Schweizer Stadt Biel förderte ab 1848 die Ansiedlung von Uhrenarbeitern aus dem Jura und zählte in der ersten Hälfte des 20. Jahrhunderts weit über 100 produzierende Uhrenfirmen, Uhrenhersteller und Zulieferer. Davon sind heute einige wenige erhalten geblieben, darunter die weltweit tätigen Omega und Rolex. Nach der Uhrenkrise der 1970er Jahre sind einige neue wie zum Beispiel Swatch – eine Marke der Swatch Group – dazugekommen.

## Uhrenfirmen/Uhrenmarken in Biel
In der Liste sind nur Produzenten von Uhren aufgeführt, daneben gab es zahlreiche Zulieferbetriebe, die nicht in dieser Liste figurieren. Quellen
- Alpina / Union Horlogère
- Altus
- Anew Watch
- Antima
- Georges Aquillon
- Arbu
- F. Bachschmied
- Bonheur
- Bonnet
- F. Bovet & Cie.
- Emil Bronner & Cie.
- E. & E.A. / A. & U. Bourquin
- Bronner
- Bulova
- Candino
- Champ W.C.
- Choisi S.A.
- Concord
- Daniel Cohn
- Colgor
- Daxelhofer
- Douard
- Dreyfus
- Elem Watch, später Milex
- Ermano
- Exello
- Felcia
- Frey & Co.
- Ch. Froidevaux / Monval
- Fulton Watch / Gustav Homberger
- General Watch & Co
- Gylcine, später Helvetia
- Goeschler & Cie.
- Golana, später Urania
- Gruen Watch
- A. Huguenin Fils S.A.
- Haas
- F. Suter / Hafis Watch
- Hanowa
- Hera
- Edouard Heuer, später Heuer
- Hirschy
- Homis
- Jovial
- Paul Junod / Milus
- O. Schimansky, später Homis
- Kramer & Moser
- Kulm
- La Champagne SA / Aster
- Léon Lévy Frères
- Liban
- Libela
- Liechti & Fils
- Mido
- Minerva
- Mira
- Moeris
- Montavon & Biedermann / Mobi
- Monitor
- T. Moser & Cie.
- Movado
- Nileg
- Nivia
- Hermann Nobs
- R. Obrecht
- Rüefly-Flury, später Edox/Era
- Octo
- Brand & Frères, später Omega
- Orion
- Paskar Watch.
- Patria
- Perla
- Pertusi / Ertus
- Pierce S.A.
- Pierpont
- P. Prêtre
- Racine
- Recta
- Regina
- Rolex
- S. Graber SA
- H. Samuel Scala
- S. Schaya
- Schindler & Moening
- Seeland Watch (ehemals Aeby & Landry)
- Selza
- Sigma / Péry Watch
- Silvana
- Simplon
- Suprécis
- Fritz Stuck / Evilard
- Suter
- Swatch
- Telix
- Technicum Cantonal
- Tièche-König
- Vinca
- Vogt
- Votum
- Wema
- Witz
- Wyler
- Wyss